# August Knippert
August Knippert (* 22. Juli 1913 in Dahlhausen, Kreis Bochum; † 30. August 1978 in Aurich) war ein deutscher Politiker (SPD) und Mitglied des Niedersächsischen Landtages.
Nach der Volksschule besuchte August Knippert ein Realprogymnasium, nach dessen Abschluss er eine Lehre im Elektrohandwerk absolvierte. Er wurde Mitglied des Metallarbeiterverbandes in den Jahren 1927–1933. In den Jahren 1931–1933 übernahm er in der Sozialistischen Arbeiterjugend das Amt des ersten Vorsitzenden und wurde in Bochum  Mitglied des Bezirksvorstandes. In den Jahren 1933–1934 arbeitete er im Elektrohandwerk als Geselle. Im Jahr 1934 ging er zur Marine, wurde dort später Oberleutnant NT und blieb dort bis 1945. Nach Ende des Zweiten Weltkrieges wurde er ab 1948 im Rat der Stadt Aurich Dezernent für das Städtische Krankenhaus.
August Knippert trat in die SPD im Jahr 1946 ein. Er übernahm das Amt des Ersten Vorsitzenden im Unterbezirk Ostfriesland, wurde Mitglied des Vorstandes des Bezirkes Weser-Ems und schließlich ab 1948 Landrat für den Landkreis Aurich.
Er war vom 6. Mai 1951 bis 14. Januar 1954 Mitglied des Niedersächsischen Landtages (2. Wahlperiode).